# Jörgen Andersen
Jörgen Andersen (Copenhague, 5 de noviembre de 1941) es un deportista danés que compitió en piragüismo en la modalidad de aguas tranquilas. Ganó una medalla de bronce en el Campeonato Mundial de Piragüismo de 1973 en la prueba de K1 10 000 m.
Participó en dos Juegos Olímpicos de Verano en los años 1968 y 1972, su mejor actuación fue un noveno puesto logrado en México 1968 en la prueba K4 1000 m.
Fue vencedor en dos ocasiones de la prueba absoluta del Descenso Internacional del Sella en 1964 y 1966, paleando junto a su compatriota Steen Lund Hansen. 

## Palmarés internacional
| Campeonato Mundial | Campeonato Mundial  | Campeonato Mundial | Campeonato Mundial |
| Año                | Lugar               | Medalla            | Evento             |
| ------------------ | ------------------- | ------------------ | ------------------ |
| 1973               | Tampere (Finlandia) | Medalla de bronce  | K1 10 000 m        |